# Flying Blind (film 1941)
Flying Blind è un film del 1941 diretto da Frank McDonald.

## Produzione
Il film fu prodotto dalla Pine-Thomas Productions (come Picture Corporation of America), una piccola e prolifica compagnia che, negli anni quaranta e cinquanta del Novecento, produsse per la Paramount ottantun B-movie con buon rientro economico .
Le riprese durarono da metà giugno a inizio luglio 1941 ai Fine Arts Studio. Alcune scene vennero girate negli aeroporti californiani di Alhambra e Rosemead.

## Distribuzione
Il copyright del film, richiesto dalla Paramount, fu registrato il 28 agosto 1941 con il numero LP10952.
Distribuito dalla Paramount Pictures, il film uscì nelle sale cinematografiche USA il 29 agosto 1941. La Paramount British Pictures lo distribuì nel Regno Unito in una versione di 1.905,6 metri, un poco più breve di quella originale: il film fu presentato a Londra il 3 dicembre 1941.